# Tetecala
Tetecala de la Reforma es una localidad del estado mexicano de Morelos. Es la cabecera del municipio de Tetecala.

## Demografía
| Gráfica de evolución demográfica |
|                                  |

| Censo | Población |
| ----- | --------- |
| 1900  | 1882      |
| 1910  | 1915      |
| 1921  | 1606      |
| 1930  | 1924      |
| 1940  | 1892      |
| 1950  | 1807      |
| 1960  | 2490      |
| 1970  | 3012      |
| 1980  | 3105      |
| 1990  | 4520      |
| 2000  | 4731      |
| 2010  | 4893      |
| 2020  | 4781      |